# Phyllonorycter kumatai
Phyllonorycter kumatai is een vlinder uit de familie van de mineermotten (Gracillariidae). De wetenschappelijke naam van de soort werd voor het eerst geldig gepubliceerd in 2005 door De Prins & De Prins.
Aanvankelijk publiceerde Kumata in 1973 Phyllonorycter pruni als naam voor de soort. Deze soortnaam was echter al gebruikt, als Lithocolletis pruni Frey, 1855, synoniem van Phyllonorycter spinicolella (Zeller, 1846). De Prins en De Prins publiceerden daarom de huidige naam als vervangende naam.